# Bill Beckman
William Beckman, detto Bill (New York, 12 maggio 1881 – Queens, 14 giugno 1933), è stato un lottatore statunitense.
Partecipò alle gare di lotta dei pesi welter ai Giochi olimpici di Saint Louis 1904, dove vinse la medaglia d'argento.

## Palmarès
In carriera ha conseguito i seguenti risultati:
- Giochi olimpici

St. Louis 1904: una medaglia d'argento nella lotta libera categoria pesi welter.